# Thörner Åhsman
Thörner Åhsman, egentligen Gustav Edgar Törner Åhsman, född 30 juli 1931 i Hovenäset, död 30 oktober 2016, var en svensk tungviktsboxare.
Åhsman var aktiv 1947–1962. Han var tre gånger svensk mästare som amatör och debuterade 1957 som professionell. Hans klubbar som aktiv var Haga BK (Göteborg) och Landala AK.
Han var bosatt i Göteborg och var tränare för Hisingens Boxningsklubb i många år samt senare sekreterare i klubben. Han var även kommentator tillsammans med bland andra Roger Pettersson. Åhsman arbetade också som bland annat stensättare. 

## Svenska mästerskapet
1951, förlust mot Ingemar Johansson i SM-finalen,
 
1954, SM Guld,
 
1955, SM Guld,
 
1957, SM Guld.

## Europamästerskap
EM: 2 (1-1)

## Olympiska spel
OS-deltagare i Melbourne 1956 (5:e plats)
OS: 2 (1-1)

## Landskamper
Landskamper: 16 (14-2)

## Professionell
Debut den 19 maj 1957. 
Som proffs: 16 (11-3-2, 5 KO).

## Amatörmatcher
| Motståndare       | Klubb/Nation    | Resultat | Ort, Land      | Datum      | Tävling           |
| ----------------- | --------------- | -------- | -------------- | ---------- | ----------------- |
| Ingemar Johansson | Redbergslids BK | 0 - 3    | Stockholm      | 1951-03-03 | SM 1951           |
| Ewert Johansen    | NOR             | 1 - 2    | Oslo, NOR      | 1951-09-28 | Landskamper 1951  |
| Ingemar Johansson | Redbergslids BK | L KO 1   | Göteborg       | 1951-10-05 |                   |
| Follmar Hansen    | DEN             | 2 - 1    | Köpenhamn, DEN | 1953-11-27 | Landskamper 1953  |
| Ebbe Stridh t     | Haga AK         | 3 - 0    | Stockholm      | 1954-02-27 | SM 1954           |
| Horst Witterstein | FRG             | 2 - 1    | Stockholm      | 1955-01-18 | Landskamper 1955  |
| Bror Sandgren     | Hisingens BK    | 3 - 0    | Stockholm      | 1955-03-07 | SM 1955           |
| Jörn Nielsen      | DEN             | KO 2     | Stockholm      | 1955-03-27 | Landskamper 1955  |
| Bjarne Olsen t    | NOR             | 3 - 0    | Eskilstuna     | 1955-04-01 | Landskamper 1955  |
| Bogdan Wegrzyniak | POL             | KO 3     | Västberlin,FRG | 1955-05-31 | EM 1955           |
| Horymir Netuka    | CZE             | L 3      | Västberlin,FRG | 1955-06-02 | EM 1955           |
| Paul Olsen        | DEN             | L Dsq 1  | Köpenhamn, DEN | 1955-11-25 | Landskamper 1955  |
| Bjarne Olsen      | NOR             | KO 1     | Oslo, NOR      | 1955-12-09 | Landskamper 1955  |
| Laszló Szabo      | HUN             | W Dsq 3  | Stockholm      | 1956-04-25 | Landskamper 1956  |
| X X               | DEN             | W w.o.   | Köpenhamn, DEN | 1956-10-26 | Landskamper 1956  |
| Patrick Sharkey   | IRL             | KO 3     | Melbourne, AUS | 1956-11-24 | OS 1956 Melbourne |
| Lev Muskjin       | USSR            | L KO 1   | Melbourne, AUS | 1956-11-29 | OS 1956 Melbourne |
| Lennart Risberg   | BK Örnen        | W TKO 1  | Stockholm      | 1957-03-04 | SM 1957           |

## Filmer i urval
Thörner Åhsman hade mindre roller i Slag för slag (1958) och Hårda bandage (1960).